# 메이즈 교도소 탈옥
메이즈 교도소 탈옥(Maze Prison escape)은 1983년 9월 25일 북아일랜드 안트림 주에 소재한 HM 교도소 메이즈에서 발생한 탈옥사태이다. 아일랜드 공화주의자들은 대탈주(Great Escape)라고도 부른다. 메이즈 교도소는 북아일랜드 분쟁에 관여된 무장조직 요원들을 수감하기 위한 곳으로서, 당대 유럽에서 가장 보안이 철통같은 교도소 중 하나였다. 영국 역사상 가장 큰 규모의 탈옥사건인 이 사건 당시 아일랜드 공화국군 임시파(PIRA) 요원 38명이 교도소 H7동에서 탈주했다. 충격을 받은 교도관 한명이 심근경색을 일으켜 죽었고 스무 명의 교도관이 부상을 입었다. 부상자 중 두명은 감옥 안으로 밀반입된 총기에 맞아 총상을 입었다. 이 탈옥 사태는 PIRA측이 계획한 프로파간다 쿠데타로, 그 결과 영국 각료들에 대한 사임요구가 빗발쳤다. 사건 진상조사 결과 사태의 책임은 대부분 교도소 직원들에게 돌려졌으나, 그들은 도리어 교도소 운영에 있어 정치적 간섭이 탈옥의 원인이라고 되받았다.